# Верхний Бердянский маяк
Верхний Бердянский маяк — расположен на севере Азовского моря в городе Бердянск Запорожской области Украины.
Он указывает путь к Бердянскому порту, расположенному в глубине Бердянского залива.
В 1838 был построен Нижний Бердянский маяк.
Но из-за того, что располагался он на Бердянской косе, суда, следующие в Бердянский порт, после обхода косы вынуждены были двигаться к порту через Бердянский залив, не имея чёткого ориентира.
Поэтому в 1877 году был построен Верхний Бердянский маяк.
В качестве источника света использовались керосиновые лампы и аппарат системы Френеля III разряда.
Маяк пережил ряд модернизаций, на нём было заменено керосиновое освещение электрическим, позже был установлен радиомаяк.
Маяк работает и сейчас.